# Campanula reuteriana
Campanula reuteriana är en klockväxtart som beskrevs av Pierre Edmond Boissier och Benedict Balansa. Campanula reuteriana ingår i släktet blåklockor, och familjen klockväxter. Inga underarter finns listade i Catalogue of Life.